# آدكاش
آدكاش هي شركة إعلانات عالمية مقرها في تالين في إستونيا، في عام 2014، وفّرت منصة آدكاش محتوى إعلاني لملايين من الزوار كل يوم من خلال شبكة من المواقع الإلكترونية وتطبيقات الهواتف النقالة تزيد عن 100,000 موقع.
تخدم آدكاش العديد من الشركات المختلفة، لكن أكبر قاعدة عملاء لديها هم شركات تطوير الألعاب من خلال الإنترنت في المجموع، تعمل آدكاش في 249 بلداً وإقليماً حول العالم

## التاريخ
تأسست شركة آدكاش عام 2007 على يد كريستوف آفيغنون وتوماس بادوفاني، وهو شريك مؤسس في مجموعة ويب إنفلوانس. انتقل بادوفاني الفرنسي الأصل إلى إستونيا لتأسيس شركة جديدة، حيث عمل على تشغيلها في بداياتها من مطبخ شقة في تالين. بنيت الشركة من الألف إلى الياء بدون وجود تمويل مباشر، بل تم الحصول على التمويل من خلال اتفاقيات البيع الأولى. بدأت شبكة الإعلانات آدكاش كشركة منفصلة آدكاش أو عام 2011. وبقيت شركة تابعة لمجموعة ويب إنفلوانس. للشركة فروع في كل من بلغاريا والمكسيك وفرنسا
عام 2012، بلغت قيمة التداول للشركة حوالي 11.7 مليون يورو تلا ذلك نمو في الإيرادات بلغ 25 مليون يورو عام 2013.

## التميّز
تعتبر شركة آدكاش واحدة من أكبر وأهم الشركات الناشئة في إستونيا حسب موقع Arcticstartup.com عام 2013. كما أنها مصنفة في المرتبة 46 بين أعلى 500 موقع على شبكة الإنترنت حسب تصنيف أليكسا إنترنت وفي المرتبة 22 من بين أفضل 500 موقع في فرنسا. كما صنفت Factsnfakes.in شركة آدكاش في المرتبة الرابعة على قائمة شبكات الإعلانات على الإنترنت. كما رشح مؤسس الشركة ورئيسها التنفيذي توماس بادوفاني من بين أفضل 5 أشخاص في ريادة الأعمال الإستونيين.

## وصلات خارجية
- الموقع الرسمي